# John Whittier Treat
John Whittier Treat (né 10 août 1953) est un linguiste, japonologue et universitaire américain, professeur de langues de l'Asie de l'Est et de littérature à l'Université Yale où il enseigne la littérature et la culture japonaise. Il est corédacteur en chef de la revue Journal of Japanese Studies. Il a publié de nombreux essais et plusieurs livres sur des sujets liés au Japon.

## Biographie
John Whittier Treat reçoit son BA du Amherst College, Massachusetts, en 1975 et son MA ainsi que son PhD de l'Université Yale en 1979 et 1982, respectivement.

## Publications (sélection)
Dans un aperçu statistique des écrits de et sur John Whittier Treat, OCLC/WorldCat recense environ neuf ouvrages dans 20 publications en une langue et plus de 1000 fonds de bibliothèque.
- The Literature of Ibuse Masuji (1982)
- Pools of Water, Pillars of Fire: the Literature of Ibuse Masuji (1988)
- Yoshimoto Banana Writes Home: Shojo Culture and the Nostalgic Subject (1993)
- Contemporary Japan and Popular Culture (1995)
- Writing Ground Zero: Japanese Literature and the Atomic Bomb (1995)
- Great Mirrors Shattered: homosexuality, orientalism, and Japan (1999)
- Japanese Writers and the Second World War (2005)

Autres ouvrages
- Studies in Modern Japanese Literature: Essays and Translations in Honor of Edwin McClellan (en) avec Alan Tansman et Dennis Washburn, eds. Center for Japanese Studies, University of Michigan, (1997).  (ISBN 0-939512-84-X)

## Récompenses et distinctions
- 1994 : NEH Summer Stipend
- 1996-97 : Mary Weeks Senior Fellowship, Center for the Humanities, Université Stanford
- 1997 : Association for Asian Studies, prix John Whitney Hall, 1997[2]
- 1998 : Social Science Research Council Grant

## Crédit d'auteurs
- (en) Cet article est partiellement ou en totalité issu de l’article de Wikipédia en anglais intitulé « John Whittier Treat » (voir la liste des auteurs).